# Episodi di Sweet Valley High (seconda stagione)
La seconda stagione di Sweet Valley High è composta da 22 episodi, andati in onda a cavallo fra il 1996 ed il 1996.
| nº      | Titolo originale                             | Titolo italiano | Prima TV Canada   | Prima TV Italia |
| ------- | -------------------------------------------- | --------------- | ----------------- | --------------- |
| 23/2.1  | Summer Lovin'                                |                 | 11 settembre 1995 |                 |
| 24/2.2  | Model Behavior                               |                 | 18 settembre 1995 |                 |
| 25/2.3  | Promotional Rescue                           |                 | 25 settembre 1995 |                 |
| 26/2.4  | Dark Side Of The Moon Beach                  |                 | 2 ottobre 1995    |                 |
| 27/2.5  | IQ Commeth                                   |                 | 9 ottobre 1995    |                 |
| 28/2.6  | False Possessions                            |                 | 16 ottobre 1995   |                 |
| 29/2.7  | A Fair To Remember                           |                 | 23 ottobre 1995   |                 |
| 30/2.8  | It's My Party And I'll Ditch It If I Want To |                 | 30 ottobre 1995   |                 |
| 31/2.9  | Blunder Alley                                |                 | 6 novembre 1995   |                 |
| 32/2.10 | Like Water For Hot Dogs                      |                 | 13 novembre 1995  |                 |
| 33/2.11 | The Quick And The Blonde                     |                 | 20 novembre 1995  |                 |
| 34/2.12 | Mixed Doubles                                |                 | 27 novembre 1995  |                 |
| 35/2.13 | Reading, Writing, Rescue                     |                 | 4 dicembre 1995   |                 |
| 36/2.14 | The Pom-Pon Wars                             |                 | 11 dicembre 1995  |                 |
| 37/2.15 | You Call This A Wonderful Life?              |                 | 18 dicembre 1995  |                 |
| 38/2.16 | Sam Enchanted Evening                        |                 | 1º gennaio 1996   |                 |
| 39/2.17 | Cueless                                      |                 | 7 gennaio 1996    |                 |
| 40/2.18 | Win Sam, Lose Sam                            |                 | 15 gennaio 1996   |                 |
| 41/2.19 | Identical Opposites                          |                 | 22 gennaio 1996   |                 |
| 42/2.20 | One Big Mesa                                 |                 | 29 gennaio 1996   |                 |
| 43/2.21 | Sam Kind Of Wonderful                        |                 | 5 febbraio 1996   |                 |
| 44/2.22 | A Look Back In Anecdotes                     |                 | 25 marzo 1996     |                 |